# (464389) 2016 BS2
(464389) 2016 BS2 es un asteroide perteneciente al cinturón de asteroides, descubierto el 27 de febrero de 2006 por el equipo Spacewatch desde el Observatorio Nacional de Kitt Peak (Arizona, Estados Unidos).